# 叡南祖賢
叡南 祖賢（えなみ そけん、1903年（明治36年）5月15日 - 1971年（昭和46年）1月4日）は、天台宗の僧侶。千日回峰行大行満大阿闍梨、大僧正。
無動寺谷明王堂輪番、比叡山延暦寺執行として弟子育成と比叡山の復興に尽力、叡山の傑僧と言われた。

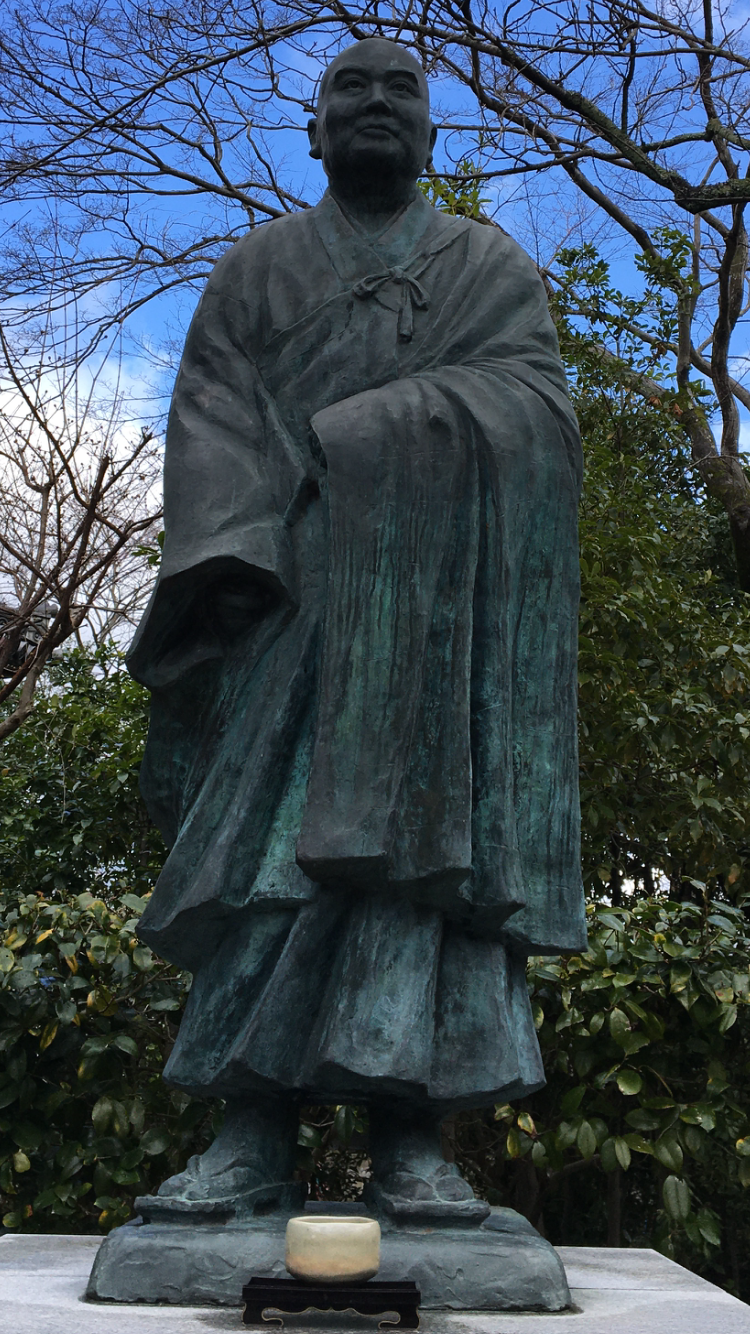

## 来歴・人物

### 登叡して学僧へ
愛知県丹羽郡豊富村（現、一宮市千秋町）の伊藤家の二男として生まれる。1910年（明治43年）、7歳で愛知県西春日井郡賢林寺において密蔵院中村勝契大僧正について得度。同年、愛知県龍光寺住職稲田祖珪の養子となり、名を賢一から祖賢と改名する。
1918年（大正7年）、愛知県の中学校から、比叡山中学校に転校する。1922年（大正11年）、天台宗西部大学に入学。1923年（大正12年）、比叡山無動寺谷玉照院にて四度加行を履修（阿闍梨は叡南覚誠）。1924年（大正13年）、登壇受戒（伝戒師は大僧正の吉田源応）。
1926年（大正15年）、西部大学専修院別科を修了、本科に進学する。1927年（昭和2年）、賢林寺を出て叡南覚誠に師事する。
1930年（昭和5年）、西部大学専修院本科を卒業。原稿用紙2,000枚の卒業論文『台密諸流史の研究』を著し、京都帝国大学教授の松本文三郎博士からは「きちんと考証すれば学位論文になる価値は十分」と評され 、他にも数々の学術論文を執筆した。祖賢と知り合った阿藤伯海は祖賢を深く尊敬するようになり、阿藤の師である京都帝国大学教授の狩野君山博士を紹介、狩野博士が『宸翰英華』の編纂委員となって、延暦寺勅封の嵯峨天皇御宸翰を拝観したことで親しくなると、嵯峨天皇の御製の調査を依頼した。このような御縁もあり多くの学者と深く交流する。それまで、「峰の白サギ」などと、行ばかりが専一で学問はなおざりと山内の僧から見られていた無動寺が「学・行」の気風を備えることとなった。同年、比叡山の百日回峰行を満行する。
1933年（昭和8年）、叡山学院の講師に任じられる。

### 第二次世界大戦後初の千日回峰行者
1940年（昭和15年）、遷化した二千日回峰行者で大阿闍梨奥野玄順の後を継いで無動寺谷明王堂輪番となる。箱崎文応がこの年に満行し、玄順の遷化もあり、次の世代で千日回峰行が途絶することを憂慮した師匠・叡南覚誠から指名され、千日回峰行と籠山を決意、同年より十二年籠山行に入る。「有り金全部を京都の祇園や大津の料亭でスッカラカンになるまでつこうて」から、刻み煙草二袋とキセルをお供に無動寺谷にのぼった。1941年（昭和16年）、回峰行二百日を満行。1944年（昭和19年）の明王堂参籠（断食断水）満行を経て、
1946年（昭和21年）9月19日、千日回峰行を満行する。アメーバ赤痢にかかり何度も雨中に倒れる苦況を克服しての満行だった。　　
この年の11月11日に、千日回峰行満行者にのみ許される京都御所への土足参内を行った。この参内は後に弟子となる元伯爵の勧修寺厚顕の奔走で実現したもので、1865年（慶応元年）以来、81年ぶりに千日回峰行者による京都御所への土足参内の復興となった。
1949年（昭和24年）、安楽律院の住職となる。同年、好相行を修して満行すると、天台宗の伝統を引き継ぎ、僧侶の質を向上させるため修行院（のち比叡山行院）を新設、天台宗の僧侶に山修山学を義務付ける。
延暦寺無動寺谷明王堂などにおいて数多くの弟子を育てる。戦中から戦後の食糧難の時代に、多数の小僧たちと山中の無動寺で起居をともにした。物に執着せず、せっかく信者が持参した食物なども、訪ねて来た他の信者に分け与えてしまうことがたびたびであった。小僧たちが失敗し貴重な什器などを破損しても、嘘を言わなければとがめることはなかった。一方で、行には厳しさを求めた。弟子・法嗣・寄宿者は百数十名といわれ、比叡山はおろか天台宗興隆の基礎となる人材を育てた。
1951年（昭和26年）、叡南覚誠の養子となり、叡南祖賢に名が変わる。

### 叡山復興に邁進
1952年（昭和27年）、十二年籠山行を終えて以降、天台修験道管領を務め、1953年（昭和28年）明王堂輪番を義兄弟の契りを交わしていた葉上照澄に譲ってからは、坂本に下りて律院、恵光院、蓮華院、止観院、竜珠院、泰門庵など人手に渡りかけていた里坊の整備を、大信者であるサントリー創業者・鳥井信治郎の協力を得て手がけた。サントリーの社訓「やってみなはれ」は、鳥井信治郎が比叡山を訪れて祖賢和尚に相談した時に、祖賢和尚が鳥井を励ました言葉が由来である。
1956年（昭和31年）の火災で焼失した大講堂の復興のため延暦寺副執行（1959年）に就く。
1963年（昭和38年）に比叡山執行に就任すると、制度の改正や諸堂の修繕に努め、叡山復興のため財界の支援者の集まり「法灯護持会」を設立して理事長に就任、延暦寺の復興資金の支援獲得に奔走した。
法灯護持会には金子鋭、竹村吉右衛門、遠山元一、弘世現、佐伯勇、花村仁八郎、杉道助、佐々部晩穂といった錚々たる財界人が協力する。法華経の「安楽行品」の考え方で政治家には近づかなかったが、例外として学究肌の前尾繁三郎だけを会員にした。
また、叡山に不利な条件でサンケイバレイの建設を推進した水野成夫と自ら交渉し、叡山に不利な条件を撤回させる。阪神地域に運ぶ送電網の整備を進めていた関西電力が、送電ロスを最小限に抑えるため電力を直線で運ぶためには比叡山に鉄塔を建てたいが、聖地に大鉄塔を建ててもいいのかと悩んでいたのを耳にすると、「国家繁栄の基盤だから協力すべきだ」と延暦寺内をまとめ、比叡山に11の送電鉄塔が建設された。
この間、1962年に大僧正、1967年に擬講をそれぞれ補任した。1969年に延暦寺長臈に任じられる。
当時、坂本では「和尚さんといえば叡南祖賢大和尚のこと」であった。
1970年（昭和45年）に体調不良を訴え、1971年（昭和46年）1月4日、慈門庵にて遷化（67歳）。生涯を通じ弟子を育て、叡山の興隆を思い願った祖賢を讃え、天台座主は『興叡心院』の法名を贈った。没後の1988年（昭和63年）、坂本・比叡山律院の本堂横に銅像が建立された。

## 法縁・法嗣・弟子
大椙覺宝
第234世天台座主、千日回峰行大行満大阿闍梨、天台教学の最高位「探題」に就任、大僧正、叡南覺忍大和尚の師匠、叡南覺誠大和尚の大師匠。
京都御所に土足参内して孝明天皇をお加持、大行満として初めて「十万枚護摩供法要を実施。
明治の廃仏毀釈に対して、大久保利通、山縣有朋、 大隈重信と折衝して延暦寺を守る。
叡南覺忍
千日回峰行大行満大阿闍梨（1903年（明治36年満行））大椙覺宝座主の弟子、叡南覺誠大和尚の師匠、祖賢大和尚の大師匠。
1912年（大正元年）『北嶺行門始祖相応和尚略伝』を編纂。兄弟弟子に長谷忍田。
叡南覺誠
前赤山禅院住職、滋賀院門跡門主、探題、大僧正、祖賢大和尚の師匠。「能気さん」と呼ばれた。兄弟弟子に池田長田。
葉上照澄
千日回峰行大行満大阿闍梨、大僧正。東京帝国大学を卒業、大正大学教授をしていたが、敗戦を機に決然として比叡山にのぼり千日回峰行を満行する。祖賢師とは義兄弟の契りを結ぶ仲だった。葉上師は祖賢師を「300年に1人の人材、天海大僧正以来の人物」と評価する。世界宗教サミットを発起する。滋賀院門跡門主。
勧修寺信忍
千日回峰行大行満大阿闍梨、大僧正。祖賢大阿闍梨の御所土足参内に貢献した元伯爵。葉上照澄師に続き千日回峰行を満行

### 弟子
叡南覚照
前赤山禅院住職、千日回峰行大行満大阿闍梨、大僧正。1927年生まれ。1960年(昭和35年)、33歳のときに千日回峰行を満行。「赤山の御前さま」と呼ばれる。祖賢師に師事する小僧の筆頭であった。
叡南覚範
毘沙門堂門跡第61世門主、探題、大僧正。叡山学院元院長。延暦寺執行、世界連邦日本仏教徒協議会会長。天台宗「一隅を照らす運動の会」会長、首席探題である天台座主に次ぐ次席探題。「法灯護持会」が設立された後、祖賢師の御供として復興資金の支援獲得に奔走した。
小鴨覚禅
比叡山延暦寺副執行、大僧正
村上光田
信州善光寺長臈、信濃比叡広拯院住職、大僧正。見玉不動尊から登叡して祖賢師の弟子となる。 最澄が東山道（現在の中山道）の難所である神坂峠に開いた布施屋（宿泊施設）広拯院を復興し、信濃比叡広拯院を開山した。等順の研究家であり、比叡山の諸堂の仏像を数体寄進し、復興に寄与している。
藤光賢
第259世天台座主、曼殊院門跡前門主、探題・大僧正。佐賀県神埼郡吉野ヶ里町・金乘院住職。長崎県小値賀島の浄善寺に生まれる。
堀澤祖門
三千院門跡門主、探題・大僧正。前叡山学院院長。京都大学学生時代に比叡山にのぼり、仏道をきわめたいと中退し弟子となる。「侍真」として十二年籠山行を満行。これにより明治以来途絶えていた本格的な十二年籠山比丘が復興した。
中野英賢
比叡山延暦寺観樹院住職、大僧正。堀澤祖門師に続いて十二年籠山行を満行。東塔の復興新築に寄与。
小林栄茂
千日回峰行大行満大阿闍梨
光永澄道
千日回峰行大行満大阿闍梨
福田徳衍（徳郎）
小学5年（12歳）のときに弟子となり22歳まで祖賢師の元で小僧生活をして過ごす。大学卒業後、朝日新聞の記者・カメラマンとなり、司馬遼太郎『街道をゆく』「叡山の諸道」では福田師自身の法華大会（広学竪義）を司馬が御簾ごしに見学し、「すべてが鬱金色のなかに沈んでいる」と表している。

### 孫弟子
叡南俊照
律院・赤山禅院住職。千日回峰行大行満大阿闍梨、大僧正。叡南覚照師の弟子、祖賢師の謦咳にも接している。
高川慈照
叡南覚照師の弟子、十二年籠山行を満行
栢木寛照
叡南覚照師の弟子、善光寺大勧進第104世貫主
上原行照
叡南覚照師の弟子、千日回峰行大行満大阿闍梨
光永覚道
光永澄道師の弟子、千日回峰行大行満大阿闍梨
宮本祖豊
堀澤祖門師の弟子、十二年籠山行を満行

### 曽孫弟子
叡南浩元
叡南俊照師の弟子、千日回峰行大行満大阿闍梨
光永圓道
光永覚道師の弟子、千日回峰行大行満大阿闍梨

## 参考資料
- 『叡南祖賢大和尚を偲びて』芝金聲堂、1971年
- 葉上照澄『道心』春秋社、1971年
- 福田徳衍「道心の人・叡南祖賢師」『大法輪』、1988年（昭和63年）8月号
- 長尾三郎『忘己利他』講談社、2002年
- 山田恭久編『戦後初の北嶺千日回峰行者　叡南祖賢大阿闍梨　叡南覺範・村上光田・藤光賢・堀澤祖門が語る比叡山の傑僧』　善本社、2023年